# Jermuki blur
Jermuki blur är ett berg i Armenien.   Det ligger i provinsen Vajots Dzor, i den sydöstra delen av landet, 110 kilometer öster om huvudstaden Jerevan. Toppen på Jermuki blur är 2 152 meter över havet.
Terrängen runt Jermuki blur är huvudsakligen kuperad, men åt nordost är den bergig. Runt Jermuki blur är det ganska glesbefolkat, med 31 invånare per kvadratkilometer.. Närmaste större samhälle är Jermuk, 2,2 kilometer sydväst om Jermuki blur. 
Trakten runt Jermuki blur består i huvudsak av gräsmarker.